# گل یا پوچ (فیلم)
 گل یا پوچ  فیلمی به کارگردانی ابوالفضل جلیلی و نویسندگی میلاد جلیلی و ابوالفضل جلیلی ساخته سال ۱۳۸۴ است.

## خلاصه داستان
نوید رئیسی، جوان ۱۷ ساله‌ای که شیفته شغل آموزگاری است، از روستا به شهری بندری می‌آید تا به عنوان آموزگار ادبیات فارسی، به استخدام دولت درآید.

## جشنواره‌ها
جشنواره‌های فیلم گل یا پوچ به شرح زیر است:
- جایزه موزه ملی هنرهای آسیایی پاریس بهترین فیلم جشنواره بین‌المللی فیلم آسیایی وزول ـ دوره دوازدهم (فرانسه)
- جایزه انستیتو ملی زبان‌ها و تمدن‌های شرقی پاریس بهترین فیلم جشنواره بین‌المللی فیلم آسیایی وزول ـ دوره دوازدهم (فرانسه)
- شرکت در جشنواره فیلم فجر بخش جشنواره جشنواره‌ها - دوره بیست و چهارم